# Aacheni egyházmegye
Az Aacheni egyházmegye (latinul: Dioecesis Aquisgranensis, németül: Bistum Aachen) egy római katolikus egyházmegye Németországban, Észak-Rajna-Vesztfália tartományban.
Az egyházmegye a kölni érsek alá tartozik, jelenlegi püspöke Helmut Dieser. Székesegyháza az egykori császári koronázási templom, az aacheni Mária, Istenanya-katedrális, mely 1979 óta a világörökség része.

## Története

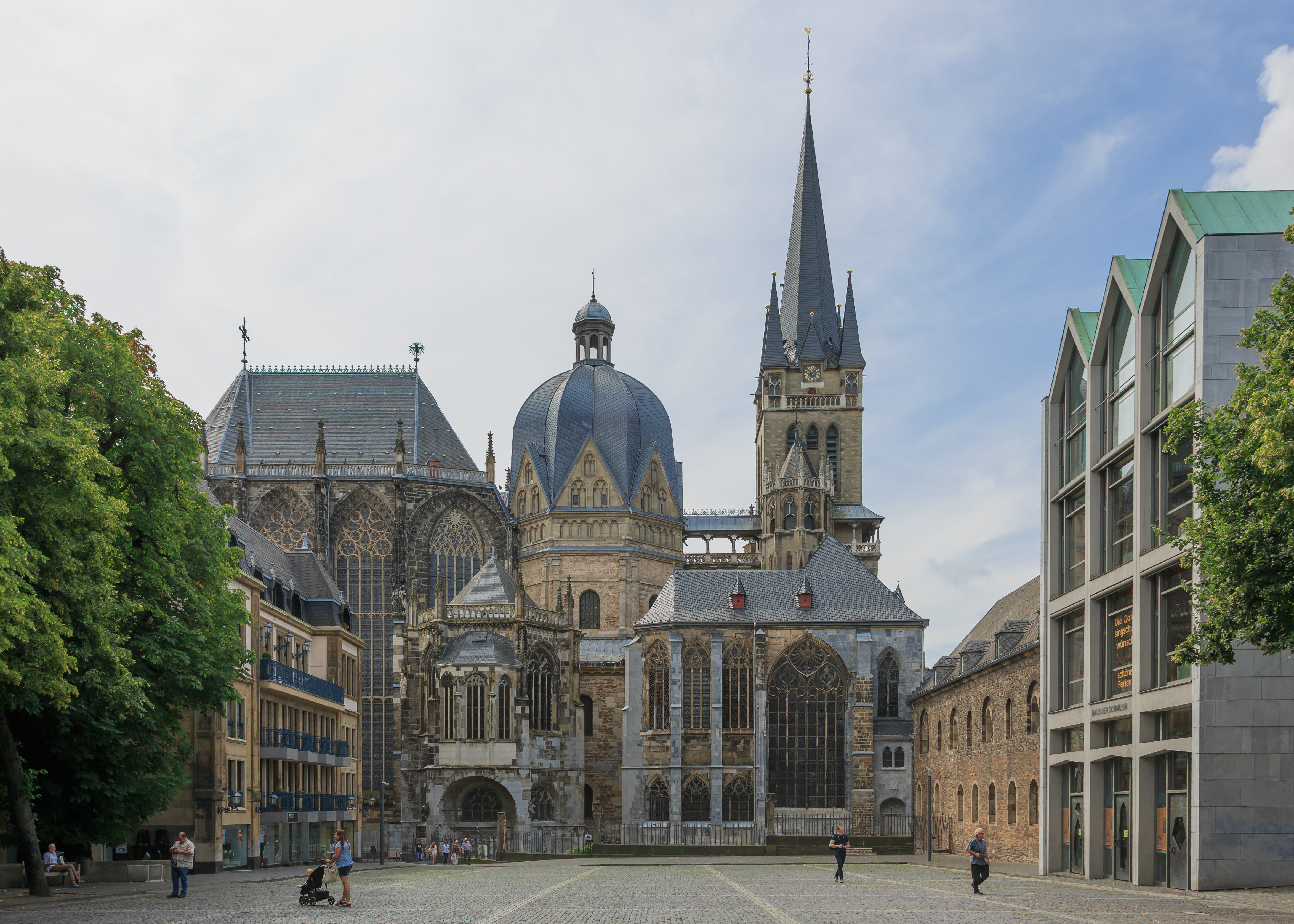
Az aacheni dóm

Aachen városa már a kora középkorban igen nagy jelentőségre tett szert. 800-tól Nagy Károly székvárosa, birodalma központja lett. 795-ben kezdi meg a császári kápolna építtetését, mely a ma is álló aacheni dóm alapja. 936-ban itt koronázták I. Ottót német királlyá. Ottó és utódai a várost és a templomot folyamatosan bővítették,  a 16. századig ez lett a német királyok koronázási temploma, a 14. századtól búcsújáróhely, számtalan birodalmi gyűlés és zsinat helyszíne. Aachen ezidő alatt a Kölni főegyházmegye része, ám a város és a dóm különleges státusza miatt nagyfokú önállósággal bírt. A 16. századtól a város fokozatosan elveszítette jelentőségét.
Az önálló egyházmegye létrehozásának gondolata csak a 19. század elején, a napóleoni hódítások hatására merült föl. Ekkor a terület francia fennhatóság alá került, s a korábban működő német püspökségeket felszámolták. Napóleon nyomására VII. Piusz pápa 1802-ben alapítja meg az egyházmegyét, első püspökének is a császár által támogatott  Marc-Antoine Berdolet-t jelöli ki. Berdole 1809-es halála után Napóleon újabb hívét, Jean Dénis Francois Le Camus-t jelöli a hivatalra, VII. Piusz azonban ezt már megtagadja, felszentelését megtiltja. Le Camus ennek ellenére elfoglalja a hivatalt, és a káptalan támogatásával adminisztrátorként kormányozza az egyházmegyét. 1821-ben, Napóleon bukása után,  VII. Piusz pápa De salute animarum kezdetű bullájával rendezte az egykori Német-római Birodalom területén fekvő egyházmegyék sorsát. Ekkor az Aacheni egyházmegyét megszüntette, területének javát Köln kapta vissza.
Az egyházmegye újraalapításáról az 1929-es konkordátumban egyezett meg Poroszország és a Szentszék. XI. Piusz pápa 1830. február 18-án kelt Pastoralis officii nostri kezdetű bullájával állította fel a püspökséget, melynek határai azóta változatlanok.
Az egyházmegye a 20. század közepe óta küzd a hívők számának csökkenésével és paphiánnyal. Ennek következtében 2000 óta több mint 20 templomot zártak be, és számtalan egyházközséget vontak össze az egyházmegyében.

## Egyházszervezet
Az egyházmegye Észak-Rajna-Vesztfália nyugati részén fekszik, területe 4022 km². 8 espereskerületben 326 plébánia működik. A hívők létszáma az utóbbi évtizedekben folyamatos csökkenést mutat, 2018-ban a kétmilliós lakosság fele vallotta magát katolikusnak. A szentmisén rendszeresen résztvevő hívők aránya a 10%-ot sem éri el. 

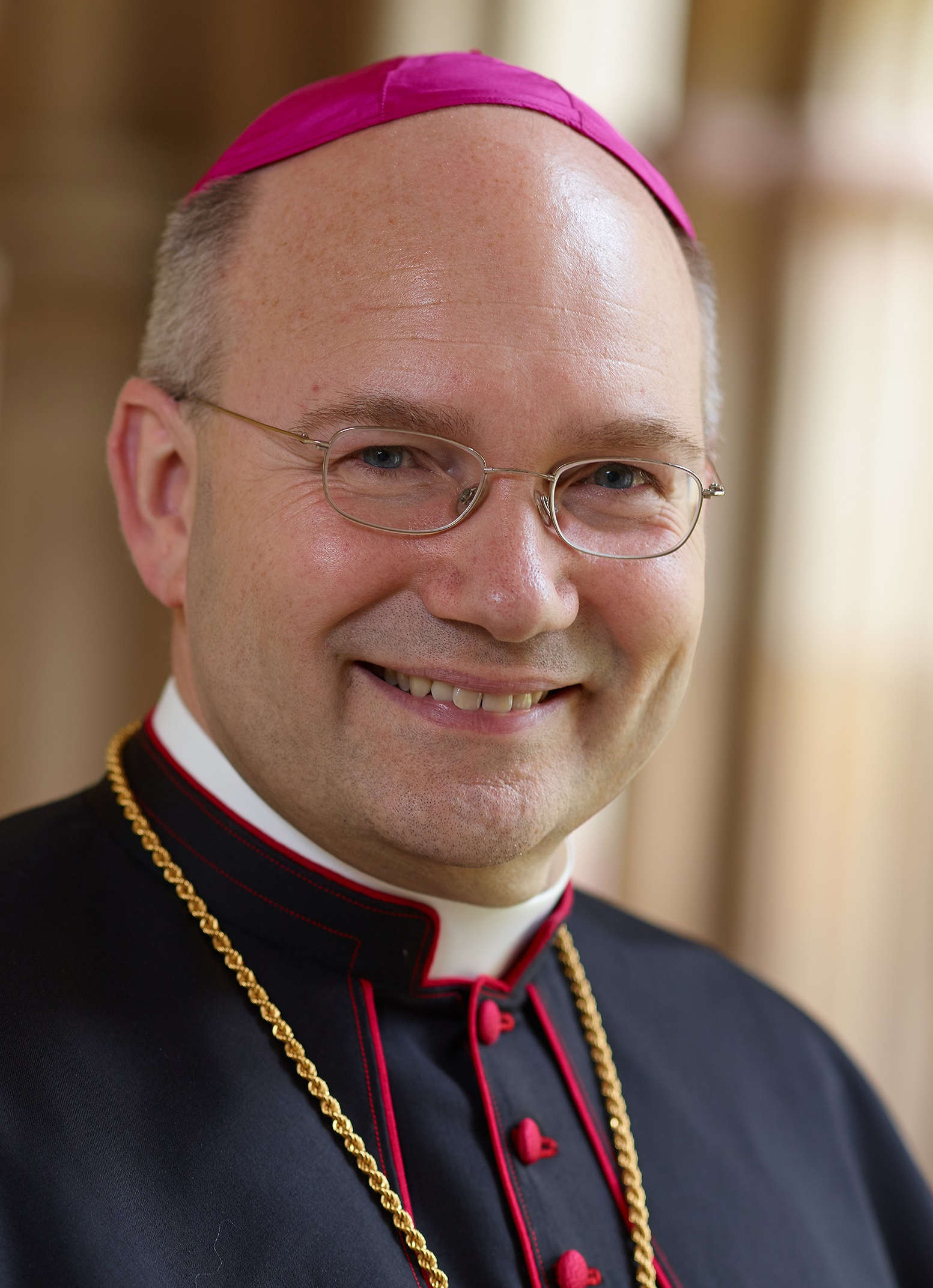
Helmut Dieser

## Az egyházmegye püspökei
- Marc Antoine Berdolet (1802-1809)
- sede vacante (1809-1821)

Az egyházmegyét megszüntették, újraalapítására 1930-ban került sor.
- Joseph Heinrich Peter Vogt (1931-1937)
- Hermann Joseph Sträter (1937-1943), apostoli kormányzó, 1931-től segédpüspök
- Johannes Joseph van der Velden (1943-1954)
- Johannes Pohlschneider (1954-1974)
- Klaus Hemmerle (1974-1994)
- Heinrich Mussinghoff (1994-2015)
- Helmut Dieser (2015- )

## Szomszédos egyházmegyék
- Liège-i egyházmegye (nyugat)
- Roermondi egyházmegye (északnyugat)
- Münsteri egyházmegye (észak)
- Esseni egyházmegye (északkelet)
- Kölni főegyházmegye (kelet)
- Trieri egyházmegye (dél)